# Fontána Château d'eau (12. obvod)

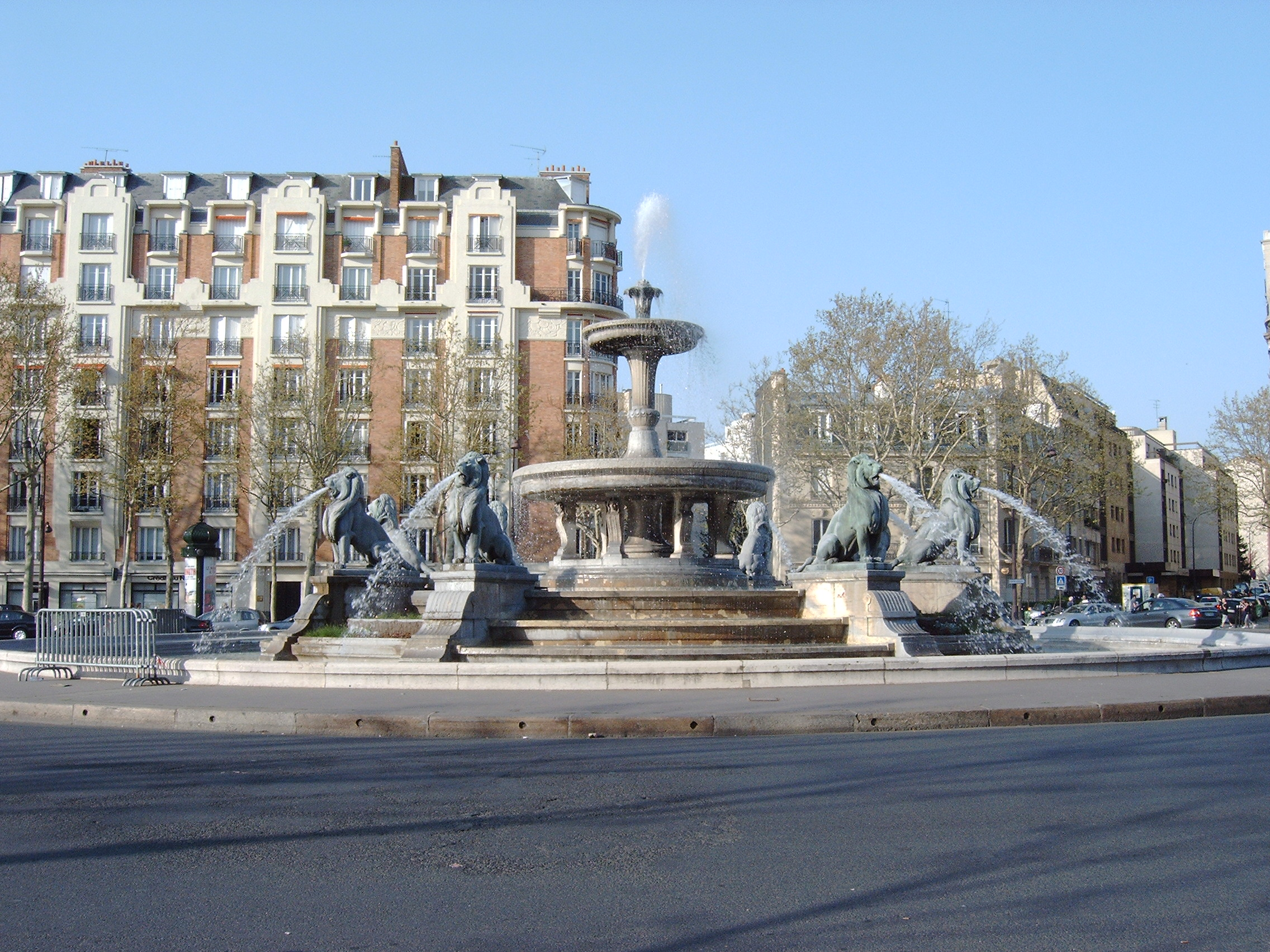
Fontána Château d'eau

Fontána Château d'eau [šatódó] (neboli Fontána Vodárenská věž), též nazývána Fontána lvů (Fontaine des Lions) je fontána v Paříži ve 12. obvodu na náměstí Place Félix-Éboué.

## Historie
Kašna vznikla v roce 1875 a jejím autorem je architekt Gabriel-Jean-Antoine Davioud. Kašna získala svůj název podle náměstí, na kterém se původně nacházela - Place du Château-d'Eau (dnešní Place de la République). Nahradila tak předchozí kašnu stejného jména z roku 1811, která byla přesunuta v roce 1867 z náměstí do 19. obvodu. V roce 1880 byla i druhá fontána přemístěna na Place Daumesnil (dnešní Place Félix-Éboué) a na jejím místě bylo postaveno alegorické sousoší Republiky.

## Popis
Fontána se skládá z velkého kruhového bazénu, ke kterému přiléhají tři nádrže. Je vyzdobená osmi bronzovými lvy, kteří chrlí vodu. Autorem lvů je sochař Henri-Alfred Jacquemart. Na kamenných podstavcích, které podpírají dolní nádrž, spočívají ženské hlavy, které vytvořil Louis Villeminot.